# První vláda Andreje Babiše

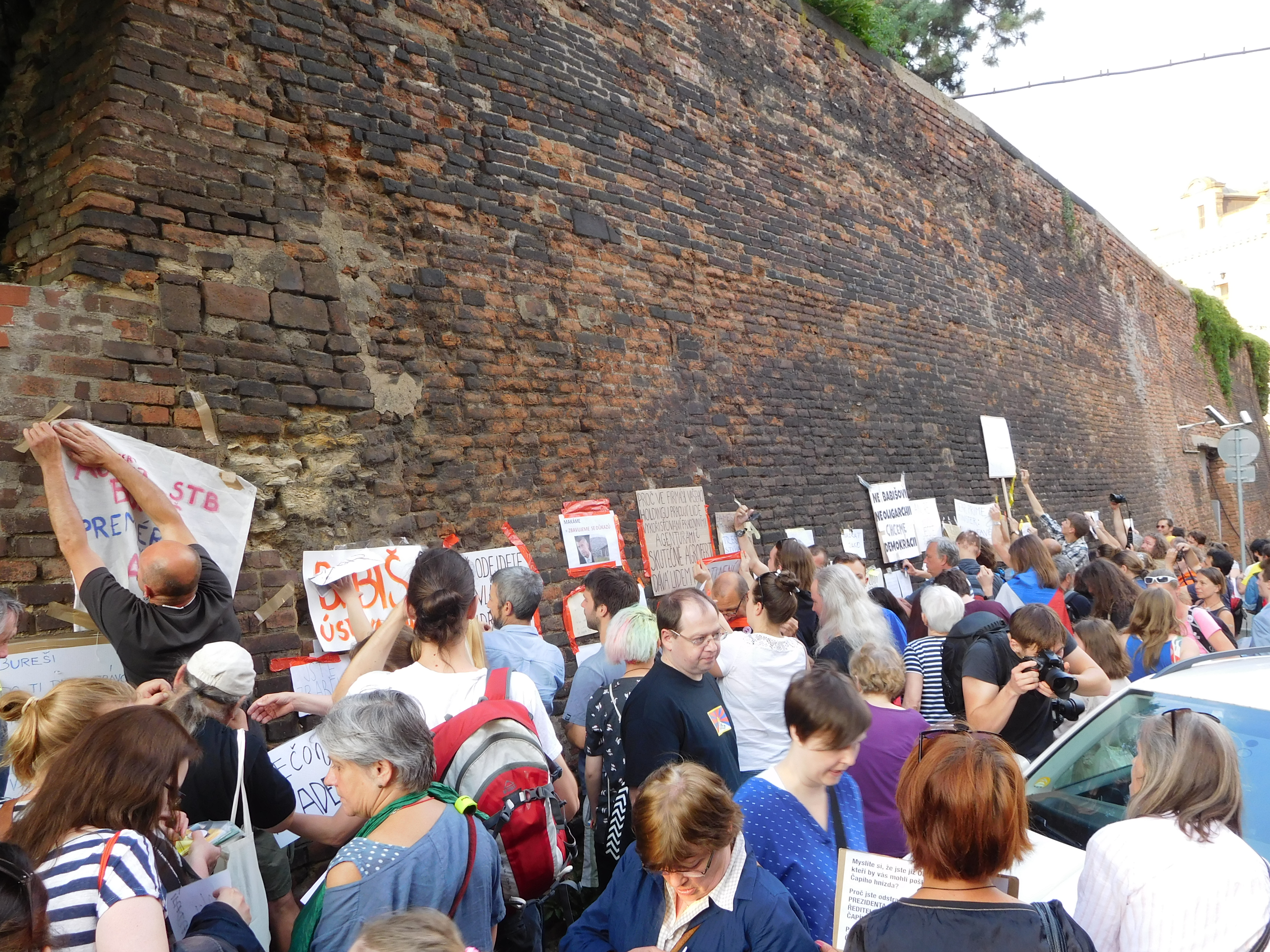
Němá demonstrace, Praha, 22. 5. 2018 – vzkazy Andreji Babišovi před Úřadem vlády

První vláda Andreje Babiše byla od 13. prosince 2017 do 27. června 2018 vláda České republiky menšinového charakteru, vedená předsedou vlády Andrejem Babišem. Vznikla po volbách do Poslanecké sněmovny 2017, v lednu 2018 nezískala důvěru Poslanecké sněmovny a do června 2018 vládla v demisi.
Jednobarevná vláda byla sestavena z nominantů hnutí ANO 2011, které vyhrálo říjnové volby do Poslanecké sněmovny 2017, se zastoupením 78 poslanců ve 200členném sboru. Prezident republiky Miloš Zeman následně pověřil 31. října 2017 lídra vítězného uskupení Babiše sestavením kabinetu. Vláda byla prezidentem jmenována 13. prosince 2017. Dne 16. ledna 2018 nedostala důvěru Poslanecké sněmovny a následujícího dne schválila demisi, kterou prezident Zeman přijal 24. ledna 2018. Dne 25. dubna 2018 se stala druhou nejdéle vládnoucí vládou samostatné České republiky v demisi, když časovou délkou vládnutí v demisi překonala první vládu Mirka Topolánka a zařadila se za vládu Jiřího Rusnoka. Dne 6. června 2018 prezident Miloš Zeman jmenoval Andreje Babiše podruhé premiérem, ten tak začal připravovat svoji druhou vládu. Druhá vláda Andreje Babiše byla prezidentem jmenována 27. června 2018.

## Jednání o vládě
Volby do Poslanecké sněmovny, které se konaly 20. a 21. října 2017, vyhrálo hnutí ANO, jejímž lídrem je Andrej Babiš. Hnutí ANO 2011 vyhrálo volby s jasným náskokem nad ostatními stranami. Mělo 29,64 %, na druhém místě ODS s 11,32 %, třetí místo obsadili Piráti, kteří získali 10,79 %. Dále se do Sněmovny dostaly strany a hnutí SPD (10,64 %), KSČM (7,76 %), ČSSD (7,27 %), KDU-ČSL (5,8 %), TOP 09 (5,31 %) a STAN (5,18 %).
Ovšem okamžitě po vyhlášení výsledků voleb (a vlastně i před volbami) většina stran jasně deklarovala, že do koalice s ANO a s Andrejem Babišem nepůjdou. Důvodem byla hlavně Babišova minulost a také obvinění Andreje Babiše a Jaroslava Faltýnka. Jediné strany, které byly ochotny jednat s ANO o vládě, byly SPD a komunisté. Vládnout s SPD a komunisty však odmítl sám Babiš. Proto několik dní po volbách Babiš oznámil pokus sestavit menšinovou vládu složenou z členů hnutí ANO a odborníků z praxe. Prezident Miloš Zeman tento záměr přijal kladně.
Dne 28. listopadu 2017 přijel Andrej Babiš na Pražský hrad představit prezidentu republiky svůj seznam ministrů a Zeman tento seznam přijal bez výhrad a ohlásil schůzky s lidmi navrženými na ministry. Vládě možnou podporu zatím vyjádřili pouze komunisté, kteří argumentují vytvořením stabilní vlády, aby se mohl začít řešit rozpočet apod.[zdroj⁠?!]
Dne 6. prosince 2017 jmenoval prezident Zeman Andreje Babiše premiérem. Podle vyjádření obou aktérů by měla být vláda jmenována 13. prosince 2017, po seznámení prezidenta s ministerskými adepty. Podle Babiše prezident souhlasil s posunem termínu, aby se už jako předseda jmenované vlády mohl Babiš 14. prosince zúčastnit summitu prezidentů a premiérů Evropské unie v Bruselu. Zeman chce rovněž osobně podpořit získání sněmovní důvěry pro Babišovu vládu. Média sousedních zemí komentovala akt tak, že byl předsedou vlády jmenován kontroverzní miliardář a populista navzdory podezření, že pro sebe „vyloudil“ peníze z Evropské unie. Upozornila také na vzájemný pakt v souvislosti s nastávající prezidentskou volbou.
Dne 10. ledna 2018 požádala vláda Poslaneckou sněmovnu o důvěru, sněmovní schůze ale byla večer přerušena a hlasování odloženo na 16. ledna 2018. Toho dne vláda Andreje Babiše důvěru Poslanecké sněmovny nedostala. Podpořilo ji všech 78 poslanců hnutí ANO, zbývající strany ale hlasovaly proti. Již dalšího dne, 17. ledna, odhlasovala vláda svoji demisi, kterou prezident Miloš Zeman přijal 24. ledna 2018. Ten zároveň pověřil Babiše jednáním o sestavení nové vlády.
Proti působení Andreje Babiše ve vládě, jakožto osoby, která v očích ostatních parlamentních stran komplikuje jednání o vládě a důvěře, se během jara konala řada demonstrací v různých městech ČR.

## Seznam členů vlády
| Úřad                                                   | Člen vlády        | Člen vlády        | Subjekt | Subjekt       | Nástup do úřadu   | Odchod z úřadu  |
| ------------------------------------------------------ | ----------------- | ----------------- | ------- | ------------- | ----------------- | --------------- |
| Předseda vlády                                         | Andrej Babiš      |                   |         | ANO           | 6. prosince 2017  | 27. června 2018 |
| 1. místopředseda vlády Ministr životního prostředí     | Richard Brabec    | Richard Brabec    |         | ANO           | 13. prosince 2017 | 27. června 2018 |
| Místopředseda vlády Ministr zahraničních věcí          | Martin Stropnický | Martin Stropnický |         | ANO           | 13. prosince 2017 | 27. června 2018 |
| Ministr spravedlnosti Předseda Legislativní rady vlády | Robert Pelikán    | Robert Pelikán    |         | ANO           | 13. prosince 2017 | 27. června 2018 |
| Ministr vnitra                                         | Lubomír Metnar    | Lubomír Metnar    |         | nestr. za ANO | 13. prosince 2017 | 27. června 2018 |
| Ministryně práce a sociálních věcí                     | Jaroslava Němcová |                   |         | ANO           | 13. prosince 2017 | 27. června 2018 |
| Ministryně pro místní rozvoj                           | Klára Dostálová   | Klára Dostálová   |         | nestr. za ANO | 13. prosince 2017 | 27. června 2018 |
| Ministr zdravotnictví                                  | Adam Vojtěch      | Adam Vojtěch      |         | nestr. za ANO | 13. prosince 2017 | 27. června 2018 |
| Ministryně financí                                     | Alena Schillerová | Alena Schillerová |         | nestr. za ANO | 13. prosince 2017 | 27. června 2018 |
| Ministr kultury                                        | Ilja Šmíd         | Ilja Šmíd         |         | nestr. za ANO | 13. prosince 2017 | 27. června 2018 |
| Ministr průmyslu a obchodu                             | Tomáš Hüner       | Tomáš Hüner       |         | nestr. za ANO | 13. prosince 2017 | 27. června 2018 |
| Ministr zemědělství                                    | Jiří Milek        | Jiří Milek        |         | nestr. za ANO | 13. prosince 2017 | 27. června 2018 |
| Ministr školství, mládeže a tělovýchovy                | Robert Plaga      | Robert Plaga      |         | ANO           | 13. prosince 2017 | 27. června 2018 |
| Ministryně obrany                                      | Karla Šlechtová   | Karla Šlechtová   |         | nestr. za ANO | 13. prosince 2017 | 27. června 2018 |
| Ministr dopravy                                        | Dan Ťok           | Dan Ťok           |         | nestr. za ANO | 13. prosince 2017 | 27. června 2018 |